# Edi Hornischer
Edi Hornischer (eigentl. Eduard Hornischer; Pseudonym Eddy Horn, Edi der Freitagsdichter u. a., * 16. Dezember 1934 in Prag; † 24. Februar 2001 in Ochsenfurt) war, wie er selbst schrieb, „von Beruf Rechtsanwaltsknecht, von Berufung jedoch Humorist“.
In seinem „kuriosen Beruf“ (Eckhard Henscheid), in dem er 47 Jahre tätig war, erreichte er Kultstatus als „dichtender Bürovorsteher“ einer großen Anwaltskanzlei. In seiner Berufung textete und komponierte er weit über 500 Lieder, war 30 Jahre lang mit einer wöchentlichen Kolumne Edi der Freitagsdichter für Main Post, Schweinfurter Tagblatt und Fränkisches Volksblatt und veröffentlichte 17 Versbände mit humorvoller Poesie, Aphorismen und Nachdichtungen.

## 1934–1952
Edi Hornischer ging bis 1948 in Prag zur Schule, woher seine Familie stammte. Früh fiel seine Sprachbegabung auf. Bei Mitschülern stand er im Ruf eines „wandelnden Lexikons“, den er auch im Berufsleben nicht ablegte. Allerdings litt er an verschiedenen Krankheiten und entwickelte eine mit den Jahren zunehmende Angst vor Orts- und Umgebungsveränderungen, die ihm zum Beispiel auch den Erwerb des Führerscheins und seit den 1960er Jahren auch zunehmend öffentliche Auftritte unmöglich machte. Die unfreiwillige Übersiedlung 1948 von Prag nach Franken, wo sich die Eltern in Obernbreit ansiedelten, blieb die einzige nennenswerte Reise seines Lebens.
Dabei war er in den 1950er Jahren mit dem Mainpost-Redakteur Rudi Wolf als Duo Die Blindgänger aufgetreten. Sie nahmen das, was Jahrzehnte später zur „Comedy“ wurde, schon damals vorweg. Einige Jahre brachte er es zudem als Kopf der Band Die Zeitzünder zu lokal umjubelten Auftritten und arbeitete mit dem Musiker, Musikverleger und Komponisten Heinz Schiegl („Jonny Sivo“) zusammen, ebenso schrieb er zahlreiche Texte zu Melodien von Otto Englisch und anderen. Für die Showband Die Contis schrieb er den Text zu ihrer Single „Im Honeymoon Saloon“ (Abanori, 1965). Für das Label Abanori erschienen weitere Singles mit Texten von „Eddy Horn“.
Nachdem sein einziger naher Freund Otto Knöchel (Segnitz) starb, der zuletzt noch sein offizieller Musikverleger geworden war (in Wirklichkeit machte Hornischer alles selbst), bewegte er sich in der Öffentlichkeit nur noch zwischen Arbeitsplatz und Wohnung. Das Liedertexten und Komponieren gab er auf.

## Dichter und Humorist
Edi Hornischer war „ein in manchen genialen Zeilen vor Witz sprühender Poet und Wortverdreher, doch zugleich ein schwieriger Mensch“ (Klaus Grüner). Anerkennung erhielt er von Dichterkollegen, Schriftstellern und Prominenten: Eugen Roth, Robert Lembke, Erich von Däniken, Dieter Thomas Heck, und sogar der Fußballer Sepp Maier schrieben Vorworte zu seinen Büchern. Frank Elstner, Dieter Hildebrandt, Ilona Christen, Dagmar Berghoff und selbst Willy Brandt, den er einmal zu einem eigenen Gedicht animierte, das er ihm mit Widmung zurückschickte, lasen und lobten ihn, Sänger wie Freddy Breck und der „Singende Kellermeister“ Peter Fischer nahmen seine Lieder in ihr Repertoire; Autoren und Journalisten wie Eckhard Henscheid, Hans Michael Hensel und Wolfgang Oechsner pilgerten nach Obernbreit, um den reiseunfähigen Poeten zu interviewen.
Enrico de Paruta, Elmar Gunsch, Rudi Büttner und andere entsorgten so gut wie alles von ihm per Radio- und Fernsehvortrag. Max Schautzer bezeichnete Hornischer am 28. Juni 1998 in seiner Fernsehshow Immer wieder sonntags als seinen „Haus-und-Hof-Reimer“. Warum der dies geworden war, hat indes einen eigenen Grund: Edi bediente Schautzers Büro – wie auch viele andere – ebenso gerne wie überwiegend honorarfrei mit vortragbarem Humor, manchmal noch per Fax während der Sendung.

## Erfolge und Misserfolge
Doch auch nachdem Prof. Julius Hackethal 1996 die bibliophilen Sammelbände Edis kleine Bettlektüre und Das Blaue vom Himmel höchstpersönlich rezensiert hatte („Das Größte, was ich an zwerchfellerschütternden Texten je gelesen habe“), Hornischers Katzengedichte 1997 in einem Sammelband des Ullstein-Verlages neben Maupassant und Tucholsky gedruckt wurden, und nachdem ihn der Sprachprofessor Christoph Gutknecht 1999 ebenfalls mit zwei Werken in seine Anthologie „Lauter Worte über Worte“ aufnahm, hoben seine Versbände nicht über die gewohnten Auflagenhöhen hinaus ab. Edi Hornischer lehnte sämtliche Einladungen zu Talkshows und Rundfunksendungen ab, und strafte den Hellseher Jan Michael Deon alias Schamabandi Lügen, der ihm 1981 Weltruhm vorhergesagt hatte. Näher am Leben lag Eckhard Henscheid, der schon 1976 in Pardon verkündet hatte, Hornischers Texte seien „eine Idee zu geistreich, als dass er sich damit breiten Ruhm sichern könnte“.
Selbst eine Einladung von Alfred Biolek nach Köln lehnte er ab, obwohl man ihn in dessen Show allen Ernstes per Hubschrauber einfliegen lassen wollte, wenn er dafür nur doch endlich mal in die Öffentlichkeit käme. Und als sein Verleger zu seinem 60. Geburtstag 1994 in Marktbreit ein ganzes Theaterensemble zusammentrommelte, das seine Werke vortrug, wurde dies ein rauschender Erfolg – ohne Edi.

## Krankheit und Tod
Er starb am Fastnachtssamstag 2001. Als Rentner hatte er seine Wohnung nicht mehr verlassen – außer auf dem letzten Weg ins Krankenhaus.
Auf seinem Grab in Marktbreit steht seine eigene Inschrift: „Hier ruht ein Dichter, leider blieb / er unbekannt, solang er schrieb. / Heut hofft er, während er verwest, / daß ihr ihn alle fleißig lest.“

## Schallplatten (Auswahl)

### Singles
- Detlef Kraus und die Peckies: Leberfleck-Jack [Hornischer/Büttner/Kuntze/Göttsche] Ariola 45 025 A o. J.
- Harry Wittmann: Zuerst einen Schnaps und ein Bier [Jonny Sivo/Eddy Horn] Supertone SU 331 B 1980.
- Stefan Dorano: Komm, alter Cowboy, reite [Hans Kunz/Eddy Horn] Supertone 5571 o. J.
- Stefan Dorano: Ein Sechser im Lotto [Wolde-Flach/Hornischer/Hupp] Supertone 5572 o. J.
- Stefan Dorano: Cafe Oriental [Alstone/A.G.Tabet/Schwabach] Favorit PF 21 o.J + Akkord PA 21 o.J
- Mönnichkirchner Quintett: Das klingt als wär’s nicht wahr [E. Hornischer/St. Rolan/W. Fink] Supercord VM 2028 A
- Ernst Clarin: Jonny fährt auf großen Schiffen [Gärtner-Volkmann/Text: Edi Hornischer] XYZ 1 B 603 A o. J.
- Ernst Clarin: Ein echter Seemann [Theo Rappold/Edi Hornischer] XYZ 1 B 603 B o. J.
- Rudi Borrel und Die Contis: Honeymoon Saloon [Berkers/Horn] Abanori AB 2025 A o. J. [1965]
- Elvira Deinhardt: Schön, So Schön./Jeder Tag ohne dich. [Sivo/Horn] Abanori AB 2042 A o. J.
- Max Wokurka: Meine Hände. [Sivo/Horn] Abanori ABX 386 A o. J.
- Eddy Rosé und das Eddi-Bäumler-Trio: Gina (Beguine) [Horst Raszat/Otto Englisch/Edi Hornischer] Austria Tanzmusik TM 507 A o. J.

### EP
- Peter Fischer: Vier Lieder vom dichtenden Bürovorsteher Edi Hornischer. Abanori ABS 630 o. J.

Enthält In Ochsenfurt am Main [Hornischer], Das Gasthaus am Main [Sivo/Plamann/Hornischer], Frankenmädchen, Frankenwein gibts noch nicht auf Krankenschein [Sivo/Hornischer/Plamann] und Nicht nur der Wein schmeckt gut [Hornischer].

### LP
- Peter Fischer: Grüße aus dem Frankenland; u. a. mit

Frankenmädchen, Frankenwein gibts noch nicht auf Krankenschein [Sivo/Hornischer/Plamann], Bei uns im schönen Franken [Horn], Das Gasthaus am Main [Sivo/Plamann/Horn], Schön, so schön [Sivo/Horn], Nicht nur der Wein schmeckt gut [Horn]

## Bücher
- Ein Buch von Edi, heitere Gedichte mit und mitunter ohne Moral. Geleitwort von Eugen Roth. Marktbreit: Verlag Siegfried Greß, 1971. Gebundene (Leinen) und broschierte Ausgabe, 2. Auflage 1994 Kitzingen: Verlag Sauerbrey.
- Welt adé, 82 Vorschläge zum Dahinscheiden. Mit einem Vorwort von Hans Theobald. Kitzingen: Bernhard Högner Verlag, 1972. [Vier Auflagen; 3. Auflage 1992 Nördlingen: Willi F. Plamann Verlag; 4. Auflage 1997 Kitzingen: Verlag Sauerbrey.]
- Leipziger Allerlei, heitere Sprüche aus Edis Küche. Vorwort von Robert Lembke. Kitzingen: Bernhard Högner Verlag, 1974.
- Edis Gesangbuch für Erwachsene, 99 Kalauer im Dreivierteltakt. Obernbreit: Musikverlag Otto H. Knöchel, 1975.
- Plem-plem, 82 Vorschläge zum Verrücktwerden. Mit Zeichnungen von Harald Schmaußer und einem Vorwort von Erich von Däniken. Ochsenfurt: Wingenfeld Verlag, 1976.
- Muckefuck & starker Tobak. Mit Zeichnungen von Harald Schmaußer, keinem Vorwort von Dieter Hildebrandt, dafür aber mit einem halben Ottifanten von Otto. Ochsenfurt: Wingenfeld Verlag, 1978.
- Kein Buch von Edi, ein Bestseller. Vorwort von Schamabandi, Nachwort von Joachim Fernau. Ochsenfurt: Wingenfeld Verlag, 1981; 2. Auflage 1993 Kitzingen: Verlag Sauerbrey.
- Wie muß ich lachen silberhell. Vorwort von Sepp Maier. Ochsenfurt: Ursula Zeitz Verlag, 1983; 2. Auflage 1998 Kitzingen: Verlag Sauerbrey.
- Salmagundi vom Anus Mundi oder auch: Allerhand aus dem Hinterland. Mit einem Fingerzeig von Werner A. Widmann. Nördlingen: Willi F. Plamann Verlag, 1985.
- Edis Gesangbuch für Kinder über achtzehn, 99 Kalauer im Zweivierteltakt. Obernbreit: Musikverlag Otto H. Knöchel, 1989.
- Der Hund im Bett und andere reimenswerte Alltäglichkeiten. Mit einem Vorwort von Jimmi, Edis Hund, Kitzingen: Verlag Sauerbrey, 1990.
- Edis Schüttelreime. Mit Zeichnungen von Markus Stempl und einem Frontwort von Dieter Thomas Heck, Kitzingen: Verlag Sauerbrey, 1992.
- Edis kleine Bettlektüre. Mit Zeichnungen von Harald Schmaußer. Ausgewählt und herausgegeben von (hmh.), Edis Redakteur. Segnitz: Zenos Verlag 1994. (Auswahl aus den Büchern 1–10).
- Edis Limericks. Mit Zeichnungen von Markus Stempl und einem Vorwort von Gerhard Schlesinger. Kitzingen: Verlag Sauerbrey, 1995.
- Das Blaue vom Himmel. Mit Zeichnungen von Harald Schmaußer. Ausgewählt und herausgegeben von (hmh.) Edis Redakteur. Segnitz: Zenos Verlag 1995. (Auswahl aus 1–12 und 14).
- Neues aus Limerickshausen. Mit Zeichnungen von Markus Stempl und einem Vorwort von Gerhard Schlesinger., Kitzingen: Verlag Sauerbrey, 1998.
- Edis kleines Goethe-Brevier. Herausgegeben anläßlich des 250. Geburtstags des Dichterfürsten. Gestaltet von Carmen Wolf. Kitzingen: Verlag Sauerbrey, 1999. Reduzierte Sonderausgabe 2000 (digital vervielfältigter Privatdruck auf losen Kartonblättern).